# Sprouts Farmers Market
 (juin 2017).
Sprouts Farmers Market est une entreprise de distribution de produits alimentaires biologiques, présente aux États-Unis. Son siège est situé à Phoenix en Arizona. Elle a été fondée en 2002. Elle possède environ 250 magasins, pour 25 000 employés.

## Histoire
En 2011, Sprouts acquiert Henry's, qui possède une quarantaine de magasins dédiés à l'alimentation. L'année suivante, Sprouts acquiert Sunflower Farmers Market, qui possède également une quarantaine de magasins dédiés à l'alimentation.